# Okręg wyborczy nr 39 do Sejmu Rzeczypospolitej Polskiej (1993–2001)
Okręg wyborczy nr 39 do Sejmu Rzeczypospolitej Polskiej (1993–2001) obejmował województwo siedleckie. W ówczesnym kształcie został utworzony w 1993. Wybieranych było w nim 7 posłów w systemie proporcjonalnym.
Siedzibą okręgowej komisji wyborczej były Siedlce.

## Wyniki wyborów
| Podział 7 mandatów: SLD: 2 PSL: 5 |

| Podział 7 mandatów: SLD: 2 PSL: 2 AWS: 3 |

## Reprezentanci okręgu
| Sejm | Rok  | Poseł KW                                     | Poseł KW                                     | Poseł KW                                     | Poseł KW                                     | Poseł KW                                     | Poseł KW                                     | Poseł KW                                     | Poseł KW                                     | Poseł KW                                     | Poseł KW                                     | Poseł KW                                     | Poseł KW                                     | Poseł KW                                     | Poseł KW                                     |
| ---- | ---- | -------------------------------------------- | -------------------------------------------- | -------------------------------------------- | -------------------------------------------- | -------------------------------------------- | -------------------------------------------- | -------------------------------------------- | -------------------------------------------- | -------------------------------------------- | -------------------------------------------- | -------------------------------------------- | -------------------------------------------- | -------------------------------------------- | -------------------------------------------- |
| II   | 1993 |                                              | J. Oleksy SLD                                |                                              | R. Smolarek PSL                              |                                              | J. Borkowski PSL                             |                                              | J. Wierzbicki PSL                            |                                              | A. Tarczyński PSL                            |                                              | M. Sawicki PSL                               |                                              | S. Ceranka SLD                               |
| III  | 1997 |                                              | J. Oleksy SLD                                | G. Janowski AWS                              | R. Smolarek PSL                              |                                              | M. Piłka AWS                                 |                                              | K. Tchórzewski AWS                           | W. Osik SLD                                  |                                              |                                              | M. Sawicki PSL                               |                                              |                                              |
| III  | 2001 | L. Świętochowski PSL                         | J. Oleksy SLD                                | G. Janowski AWS                              |                                              |                                              | M. Piłka AWS                                 |                                              | K. Tchórzewski AWS                           | W. Osik SLD                                  |                                              |                                              | M. Sawicki PSL                               |                                              |                                              |
| IV   | 2001 | okręg zniesiony – patrz okręgi nr 6, 18 i 20 | okręg zniesiony – patrz okręgi nr 6, 18 i 20 | okręg zniesiony – patrz okręgi nr 6, 18 i 20 | okręg zniesiony – patrz okręgi nr 6, 18 i 20 | okręg zniesiony – patrz okręgi nr 6, 18 i 20 | okręg zniesiony – patrz okręgi nr 6, 18 i 20 | okręg zniesiony – patrz okręgi nr 6, 18 i 20 | okręg zniesiony – patrz okręgi nr 6, 18 i 20 | okręg zniesiony – patrz okręgi nr 6, 18 i 20 | okręg zniesiony – patrz okręgi nr 6, 18 i 20 | okręg zniesiony – patrz okręgi nr 6, 18 i 20 | okręg zniesiony – patrz okręgi nr 6, 18 i 20 | okręg zniesiony – patrz okręgi nr 6, 18 i 20 | okręg zniesiony – patrz okręgi nr 6, 18 i 20 |

### Wybory parlamentarne 1993
| Komitet wyborczy                                      | Komitet wyborczy                                         | Głosów | %     | Mandaty | Wybrani posłowie                                                                     |
| ----------------------------------------------------- | -------------------------------------------------------- | ------ | ----- | ------- | ------------------------------------------------------------------------------------ |
|                                                       | Polskie Stronnictwo Ludowe                               | 63 193 | 29,71 | 5       | Ryszard Smolarek, Jan Borkowski, Janusz Wierzbicki, Antoni Tarczyński, Marek Sawicki |
|                                                       | Sojusz Lewicy Demokratycznej                             | 35 626 | 16,75 | 2       | Józef Oleksy, Stefan Ceranka                                                         |
|                                                       | Polskie Stronnictwo Ludowe – Porozumienie Ludowe         | 21 535 | 10,12 | –       |                                                                                      |
|                                                       | Katolicki Komitet Wyborczy „Ojczyzna”                    | 13 943 | 6,55  | –       |                                                                                      |
|                                                       | Unia Demokratyczna                                       | 9676   | 4,55  | –       |                                                                                      |
|                                                       | Porozumienie Centrum                                     | 9648   | 4,54  | –       |                                                                                      |
|                                                       | Bezpartyjny Blok Wspierania Reform                       | 9485   | 4,46  | –       |                                                                                      |
|                                                       | Konfederacja Polski Niepodległej                         | 8293   | 3,90  | –       |                                                                                      |
|                                                       | Unia Pracy                                               | 7319   | 3,44  | –       |                                                                                      |
|                                                       | Partia X                                                 | 7174   | 3,37  | –       |                                                                                      |
|                                                       | Koalicja dla Rzeczypospolitej                            | 6573   | 3,09  | –       |                                                                                      |
|                                                       | Niezależny Samorządny Związek Zawodowy „Solidarność”     | 6499   | 3,06  | –       |                                                                                      |
|                                                       | Samoobrona – Leppera                                     | 5988   | 2,82  | –       |                                                                                      |
|                                                       | Unia Polityki Realnej                                    | 3173   | 1,49  | –       |                                                                                      |
|                                                       | Kongres Liberalno-Demokratyczny                          | 2736   | 1,29  | –       |                                                                                      |
|                                                       | Polska Wspólnota Narodowa – Polskie Stronnictwo Narodowe | 1332   | 0,63  | –       |                                                                                      |
|                                                       | Polska Partia Przyjaciół Piwa                            | 517    | 0,24  | –       |                                                                                      |
| Frekwencja: 47,82% Źródło: Państwowa Komisja Wyborcza |                                                          |        |       |         |                                                                                      |

Poniższa tabela przedstawia podział mandatów dla komitetów wyborczych na podstawie uzyskanych głosów, a następnie obliczonych ilorazów wyborczych na podstawie metody D’Hondta.
| Podział mandatów dla komitetów wyborczych na podstawie metody D’Hondta | Podział mandatów dla komitetów wyborczych na podstawie metody D’Hondta | Podział mandatów dla komitetów wyborczych na podstawie metody D’Hondta | Podział mandatów dla komitetów wyborczych na podstawie metody D’Hondta | Podział mandatów dla komitetów wyborczych na podstawie metody D’Hondta | Podział mandatów dla komitetów wyborczych na podstawie metody D’Hondta | Podział mandatów dla komitetów wyborczych na podstawie metody D’Hondta | Podział mandatów dla komitetów wyborczych na podstawie metody D’Hondta | Podział mandatów dla komitetów wyborczych na podstawie metody D’Hondta | Podział mandatów dla komitetów wyborczych na podstawie metody D’Hondta | Podział mandatów dla komitetów wyborczych na podstawie metody D’Hondta | Podział mandatów dla komitetów wyborczych na podstawie metody D’Hondta |
| Komitet wyborczy                                                       | Komitet wyborczy                                                       | Liczba głosów                                                          | Iloraz wyborczy                                                        | Iloraz wyborczy                                                        | Iloraz wyborczy                                                        | Iloraz wyborczy                                                        | Iloraz wyborczy                                                        | Iloraz wyborczy                                                        | Iloraz wyborczy                                                        | Mandaty                                                                | TP                                                                     |
| Komitet wyborczy                                                       | Komitet wyborczy                                                       | Liczba głosów                                                          | /1                                                                     | /2                                                                     | /3                                                                     | /4                                                                     | /5                                                                     | /6                                                                     | /7                                                                     | Mandaty                                                                | TP                                                                     |
| ---------------------------------------------------------------------- | ---------------------------------------------------------------------- | ---------------------------------------------------------------------- | ---------------------------------------------------------------------- | ---------------------------------------------------------------------- | ---------------------------------------------------------------------- | ---------------------------------------------------------------------- | ---------------------------------------------------------------------- | ---------------------------------------------------------------------- | ---------------------------------------------------------------------- | ---------------------------------------------------------------------- | ---------------------------------------------------------------------- |
|                                                                        | Polskie Stronnictwo Ludowe                                             | 63 193                                                                 | 63 193                                                                 | 31 597                                                                 | 21 064                                                                 | 15 798                                                                 | 12 639                                                                 | 10 532                                                                 | 9028                                                                   | 5                                                                      | 3,31                                                                   |
|                                                                        | Sojusz Lewicy Demokratycznej                                           | 35 626                                                                 | 35 626                                                                 | 17 813                                                                 | 11 875                                                                 | 8907                                                                   | 7125                                                                   | 5938                                                                   | 5089                                                                   | 2                                                                      | 1,87                                                                   |
|                                                                        | Unia Demokratyczna                                                     | 9676                                                                   | 9676                                                                   | 4838                                                                   | 3225                                                                   | 2419                                                                   | 1935                                                                   | 1613                                                                   | 1382                                                                   | 0                                                                      | 0,51                                                                   |
|                                                                        | Bezpartyjny Blok Wspierania Reform                                     | 9485                                                                   | 9485                                                                   | 4743                                                                   | 3162                                                                   | 2371                                                                   | 1897                                                                   | 1581                                                                   | 1355                                                                   | 0                                                                      | 0,50                                                                   |
|                                                                        | Konfederacja Polski Niepodległej                                       | 8293                                                                   | 8293                                                                   | 4147                                                                   | 2764                                                                   | 2073                                                                   | 1659                                                                   | 1382                                                                   | 1185                                                                   | 0                                                                      | 0,43                                                                   |
|                                                                        | Unia Pracy                                                             | 7319                                                                   | 7319                                                                   | 3660                                                                   | 2442                                                                   | 1830                                                                   | 1464                                                                   | 1220                                                                   | 1046                                                                   | 0                                                                      | 0,38                                                                   |
| Ogółem                                                                 | Ogółem                                                                 | 133 592                                                                | —                                                                      | —                                                                      | —                                                                      | —                                                                      | —                                                                      | —                                                                      | —                                                                      | 7                                                                      | 7                                                                      |

### Wybory parlamentarne 1997
| Komitet wyborczy                                      | Komitet wyborczy                          | Głosów | %     | Mandaty | Wybrani posłowie                                      |
| ----------------------------------------------------- | ----------------------------------------- | ------ | ----- | ------- | ----------------------------------------------------- |
|                                                       | Akcja Wyborcza Solidarność                | 70 628 | 34,73 | 3       | Gabriel Janowski, Marian Piłka, Krzysztof Tchórzewski |
|                                                       | Sojusz Lewicy Demokratycznej              | 42 300 | 20,80 | 2       | Józef Oleksy, Wiktor Osik                             |
|                                                       | Polskie Stronnictwo Ludowe                | 41 878 | 20,59 | 2       | Marek Sawicki, Ryszard Smolarek, Leszek Świętochowski |
|                                                       | Ruch Odbudowy Polski                      | 13 597 | 6,69  | –       |                                                       |
|                                                       | Unia Wolności                             | 12 234 | 6,02  | –       |                                                       |
|                                                       | Unia Pracy                                | 7429   | 3,65  | –       |                                                       |
|                                                       | Krajowa Partia Emerytów i Rencistów       | 5831   | 2,87  | –       |                                                       |
|                                                       | Unia Prawicy Rzeczypospolitej             | 4063   | 2,00  | –       |                                                       |
|                                                       | Krajowe Porozumienie Emerytów i Rencistów | 2709   | 1,33  | –       |                                                       |
|                                                       | Blok dla Polski                           | 2681   | 1,32  | –       |                                                       |
| Frekwencja: 44,40% Źródło: Państwowa Komisja Wyborcza |                                           |        |       |         |                                                       |

Poniższa tabela przedstawia podział mandatów dla komitetów wyborczych na podstawie uzyskanych głosów, a następnie obliczonych ilorazów wyborczych na podstawie metody D’Hondta.
| Podział mandatów dla komitetów wyborczych na podstawie metody D’Hondta | Podział mandatów dla komitetów wyborczych na podstawie metody D’Hondta | Podział mandatów dla komitetów wyborczych na podstawie metody D’Hondta | Podział mandatów dla komitetów wyborczych na podstawie metody D’Hondta | Podział mandatów dla komitetów wyborczych na podstawie metody D’Hondta | Podział mandatów dla komitetów wyborczych na podstawie metody D’Hondta | Podział mandatów dla komitetów wyborczych na podstawie metody D’Hondta | Podział mandatów dla komitetów wyborczych na podstawie metody D’Hondta | Podział mandatów dla komitetów wyborczych na podstawie metody D’Hondta | Podział mandatów dla komitetów wyborczych na podstawie metody D’Hondta | Podział mandatów dla komitetów wyborczych na podstawie metody D’Hondta |
| Komitet wyborczy                                                       | Komitet wyborczy                                                       | Liczba głosów                                                          | Iloraz wyborczy                                                        | Iloraz wyborczy                                                        | Iloraz wyborczy                                                        | Iloraz wyborczy                                                        | Iloraz wyborczy                                                        | Iloraz wyborczy                                                        | Mandaty                                                                | TP                                                                     |
| Komitet wyborczy                                                       | Komitet wyborczy                                                       | Liczba głosów                                                          | /1                                                                     | /2                                                                     | /3                                                                     | /4                                                                     | ...                                                                    | /7                                                                     | Mandaty                                                                | TP                                                                     |
| ---------------------------------------------------------------------- | ---------------------------------------------------------------------- | ---------------------------------------------------------------------- | ---------------------------------------------------------------------- | ---------------------------------------------------------------------- | ---------------------------------------------------------------------- | ---------------------------------------------------------------------- | ---------------------------------------------------------------------- | ---------------------------------------------------------------------- | ---------------------------------------------------------------------- | ---------------------------------------------------------------------- |
|                                                                        | Akcja Wyborcza Solidarność                                             | 70 628                                                                 | 70 628                                                                 | 35 314                                                                 | 23 543                                                                 | 17 657                                                                 | ...                                                                    | 10 090                                                                 | 3                                                                      | 2,74                                                                   |
|                                                                        | Sojusz Lewicy Demokratycznej                                           | 42 300                                                                 | 42 300                                                                 | 21 150                                                                 | 14 100                                                                 | 10 575                                                                 | ...                                                                    | 6043                                                                   | 2                                                                      | 1,64                                                                   |
|                                                                        | Polskie Stronnictwo Ludowe                                             | 41 878                                                                 | 41 878                                                                 | 20 939                                                                 | 13 959                                                                 | 10 470                                                                 | ...                                                                    | 5983                                                                   | 2                                                                      | 1,62                                                                   |
|                                                                        | Ruch Odbudowy Polski                                                   | 13 597                                                                 | 13 597                                                                 | 6799                                                                   | 4532                                                                   | 3399                                                                   | ...                                                                    | 1942                                                                   | 0                                                                      | 0,53                                                                   |
|                                                                        | Unia Wolności                                                          | 12 234                                                                 | 12 234                                                                 | 6117                                                                   | 4078                                                                   | 3059                                                                   | ...                                                                    | 1748                                                                   | 0                                                                      | 0,47                                                                   |
| Ogółem                                                                 | Ogółem                                                                 | 180 637                                                                | —                                                                      | —                                                                      | —                                                                      | —                                                                      | —                                                                      | —                                                                      | 7                                                                      | 7                                                                      |